# Ahetze
Ahetze es una localidad y comuna francesa situada en el departamento de Pirineos Atlánticos de la región de Aquitania y en el territorio histórico de Labort, en el País Vasco francés. La localidad se encuentra en la ruta del Camino francés de Santiago de Compostela.
Ahetze limita al norte con la comuna de Bidarte y al noreste con las de Arbona y Arcangues. Al oeste linda con San Juan de Luz y al sur con la comuna de Saint-Pée-sur-Nivelle.
La iglesia de Ahetze, consagrada al culto católico de San Martín, es un edificio del siglo XVII que alberga una figura del apóstol Santiago, un retablo y una cruz procesal del siglo XVI que fue, sin embargo, considerada “objeto diabólico” por el inquisidor Pierre de Lancre durante los procesos de procesos de brujería en el País Vasco francés de 1609.
El caserío de "Ostalapia" reformado en local de hostelería sirvió en la Edad Media como posada para los peregrinos y gracias a sus defensas, de las cuales se conserva un fragmento de muralla, también como refugio a los habitantes de la costa frente a los ataques de piratas.

## Heráldica
Partido: 1º, en campo de oro, un león rampante, de gules, que porta entre sus garras una cruz procesional del que cuelgan seis campanas, todo de sable; y 2º, en campo de azur. Un bastón de peregrino de oro, puesto en palo surmontado de dos veneras del mismo metal.

## Demografía
| Gráfica de evolución demográfica de Ahetze entre 1800 y 2012 |
|                                                              |

Fuentes: Ldh/EHESS/Cassini e INSEE.